# Laticauda schystorhyncha
Il katuali (Laticauda schystorhyncha) è un serpente di mare che vive esclusivamente nelle acque dell'Oceano Pacifico, attorno all'atollo di Niue. Raggiunge e supera il metro di lunghezza ed è molto velenoso, caratteristica che lo rende uno degli animali potenzialmente più pericolosi del pianeta.